# Nima Mehrdadi
Nima Mehrdadi (* 23. März 1973 in Teheran, Iran) ist ein ehemaliger deutscher Basketballtrainer und -manager.

## Leben
Mehrdadi spielte in Jugend- und Herrenmannschaften der Paderborn Baskets und trainierte schon als 16-Jähriger eine Baskets-Nachwuchsmannschaft. Mit 20 Jahren übernahm Mehrdadi das Trainer-Amt bei der Reserve der Paderborn Baskets und die Assistenzcoach-Stelle in der 1. Mannschaft, mit der er 1994 in die 1. Basketball-Bundesliga aufstieg. Mehrdadi entdeckte und förderte in Paderborn den späteren Nationalspieler Stefano Garris. 1997/98 folgte ein Intermezzo: Mehrdadi kümmerte sich um Irans Junioren-Nationalmannschaft, ehe er als Assistenz-Trainer zurück zu den Paderbornern ging, die mittlerweile in der 2. Basketball-Bundesliga spielten. Dort löste er im Februar 2001 Werner Rotsaert als Cheftrainer ab.
Im gleichen Jahr rief er zusammen mit dem damaligen Präsidenten Bert Bruch das Konzept „1. Basketball-Bundesliga“ ins Leben. Nima Mehrdadi übernahm das Amt des Sportdirektors, Doug Spradley wurde Cheftrainer. Vier Jahre später folgte der erneute Aufstieg in die 1. Basketball-Bundesliga. Eine Serie von 50 Siegen in Folge sorgte für Aufsehen. Mit einem auf Kontinuität bauenden Konzept bastelte Mehrdadi gemeinsam mit Doug Spradley über mehrere Jahre bei geringen vorhandenen Mitteln einen erstligatauglichen Kader mit regionaler Prägung. In der Saison 2008/09 erreichten die Paderborn Baskets überraschend die Play-offs der deutschen Meisterschaft und schieden erst im fünften Spiel gegen den damaligen deutschen Meister Alba Berlin aus.
Nach siebenjähriger Tätigkeit als Sportdirektor bei den Paderborn Baskets zog sich Mehrdadi aus privaten und beruflichen Gründen zum Ende der Saison 2008/09 zurück. Er war von 2004 bis 2009 ebenfalls Vizepräsident der Paderborn Baskets. Neben seinen Tätigkeiten im Basketballsport studierte Mehrdadi Maschinenbau, im Jahr 2004 wurde an der Universität Paderborn seine Doktorarbeit mit dem Titel Beitrag zur Erarbeitung einer Auswertemethodik für die Beurteilung von Schwingfestigkeitsergebnissen auf Basis des Steifigkeitsverlaufes als Versagenskriterium für mechanisch gefügte Verbindungen angenommen. Er ging später beruflich für ein Unternehmen der Fahrzeugbranche nach Dubai und wurde dort für das Nahost-Geschäft des Betriebs zuständig.